# The Haves and the Have Nots
The Haves and the Have Nots est un soap opéra américain en 196 épisodes de 42 minutes créé, produit, écrit, et réalisé par Tyler Perry, et diffusé entre le 28 mai 2013 et le 20 juillet 2020 sur OWN et depuis le 8 avril 2014 sur OWN au Canada.
L'intrigue est basé sur la pièce de théâtre du même nom (en).
Cette série est inédite dans tous les pays francophones.

## Synopsis
La série suit trois familles et leurs styles de vie dans la ville de Savannah en Géorgie. Les riches et puissants (Famille Cryer et Harrington) appelés les « Haves » et les pauvres et destitués (Famille Young) appelés les « Have Nots ».

## Distribution

### Acteurs principaux
- Tika Sumpter : Candace Young
- Crystal R. Fox : Hanna Young
- Tyler Lepley (en) : Benjamin « Benny » Young
- John Schneider : James « Jim » Cryer[4]
- Renee Lawless (en) : Katheryn Cryer
- Aaron O'Connell : Wyatt Cryer
- Peter Parros (en) : David Harrington
- Angela Robinson : Veronica Harrington
- Gavin Houston (en) : Jeffery Harrington
- Eva Tamargo (en) : Celine Gonzales (saisons 1 à 3, recurrent saison 7)
- Brett Davis : Mitchell « Mitch » Malone (depuis la saison 3, récurrent saison 2)
- Nicholas James (en) : Justin Lewis (depuis la saison 3)
- Nick Sagar : Charles Frederickson (depuis la saison 4)

### Acteurs récurrents
- Kristian Kordula : Landon Peyton
- John Kap : Salvador « Sal » Malone (saisons 1 à 2, et depuis la saison 5)
- Maree Cheatham : Pearl (depuis la saison 3)
- Derek Russo : Tony Malone (depuis la saison 4)
- Cameron Radice : Sammy Malone (depuis la saison 4)
- Stelio Savante : Dino Malone (depuis la saison 4)
- Rachel Winfree : Rosa Malone (depuis la saison 4)
- Oscar Torre : Vinny Malone (depuis la saison 5)
- Michael Galante : Sandy Malone (depuis la saison 5)
- Brandon Stacy : Zeek Malone (depuis la saison 5)
- Chris Caldovino : Don Malone (depuis la saison 5)
- Fang Du : George (depuis la saison 5)
- Rome Flynn : RK (depuis la saison 5)
- Quin Walters : Gia (depuis la saison 5)
- Keith Burke : Derrick (depuis la saison 5)
- Geovanni Gopradi : Broderick (depuis la saison 5)
- Marc Cumpton : Rocky (depuis la saison 5)
- Bree Condon : Sarah (depuis la saison 5)
- Brock Yurich : Madison (depuis la saison 5)

### Anciens acteurs principaux
- Jaclyn Betham : Amanda Cryer (saison 1)
- Eva Tamargo (en) : Celine Gonzales (saisons 1 à 3)
- Allison McAtee : Maggie Day (saison 4, récurrente saisons 2 et 3)
- Shari Headley ; Jennifer Sallison (saison 4, récurrente saisons 2 et 3)
- Jon Chaffin : Warlock « War » Lewis (saison 3, récurrent saisons 2 et 4, invité saison 1)
- Presilah Nunez : Erica (saisons 3 à 5, invitée saison 2)
- Danielle Deadwyler : La'Quita « Quita » Maxwell (saison 2, récurrente saison 3, invitée saison 4)
- Antoinette Robertson : Melissa (saison 5, récurrente saisons 1 à 4)

### Anciens acteurs récurrents
- Sandy Martin : Rosa Malone (saison 1)
- Susie Abromeit : Laura (saison 1)
- Leith Burke : Byron (saison 1)
- Dasha Chadwick : Darlene (saison 1)
- Robert Pralgo : Professeur Cannon (saison 1, invité saison 2)
- Patrick Faucette : Tony Watson (saisons 1 et 2)
- Gerald Celasco : Carlos (saisons 1 et 2)
- Medina Islam : Quincy Maxwell (saisons 1 et 2, invité saison 3)
- Jerome Brooks : Michael (saisons 1 et 2, invité saison 3)
- Quincy Brown : Daylon (saisons 1 à 3)
- Yaani King : Alliyah Delong (saisons 2 et 3)
- Philip Boyd : Brandon Wallace / Oscar Adien (saisons 2 à 5)

## Production
La série tire ses origines d'un partenariat sur plusieurs années avec Tyler Perry signé en octobre 2012.
Le 12 janvier 2021, la production annonce que la huitième saison en cours sera la dernière

## Épisodes
À partir de la deuxième saison, elles sont diffusées en deux parties.
| Saison | Saison | Épisodes | Dates de diffusion | Dates de diffusion | Dates de diffusion | Dates de diffusion |
| Saison | Saison | Épisodes | Début              | Fin                | Début              | Fin                |
| ------ | ------ | -------- | ------------------ | ------------------ | ------------------ | ------------------ |
|        | 1      | 16       | 28 mai 2013        |                    |                    | 3 septembre 2013   |
|        | 2      | 20       | 7 janvier 2014     | 11 mars 2014       | 27 mai 2014        | 29 juillet 2014    |
|        | 3      | 25       | 6 janvier 2015     | 24 mars 2015       | 30 juin 2015       | 22 septembre 2015  |
|        | 4      | 23       | 5 janvier 2016     | 15 mars 2016       | 21 juin 2016       | 6 septembre 2016   |
|        | 5      |          | 3 janvier 2017     | 14 mars 2017       | 20 juin 2017       |                    |
|        | 6      |          |                    |                    |                    |                    |

## Audiences
Le 1er épisode a battu le record d'un début de série sur la chaine câblée OWN en attirant 1,77 million de téléspectateurs.
Les audiences des saisons 2, 3 et 4 réunissent en moyenne autour de 3 millions de téléspectateurs.